# Larchamp (Mayenne)
Larchamp és un municipi francès situat al departament de Mayenne i a la regió de País del Loira. L'any 2007 tenia 1.041 habitants.

## Demografia

### Població
El 2007 la població de fet de Larchamp era de 1.041 persones. Hi havia 423 famílies de les quals 112 eren unipersonals (56 homes vivint sols i 56 dones vivint soles), 136 parelles sense fills, 163 parelles amb fills i 12 famílies monoparentals amb fills.
La població ha evolucionat segons el següent gràfic:
Habitants censats

### Habitatges
El 2007 hi havia 551 habitatges, 430 eren l'habitatge principal de la família, 58 eren segones residències i 62 estaven desocupats. 531 eren cases i 18 eren apartaments. Dels 430 habitatges principals, 309 estaven ocupats pels seus propietaris, 115 estaven llogats i ocupats pels llogaters i 7 estaven cedits a títol gratuït; 8 tenien una cambra, 30 en tenien dues, 86 en tenien tres, 128 en tenien quatre i 179 en tenien cinc o més. 356 habitatges disposaven pel capbaix d'una plaça de pàrquing. A 199 habitatges hi havia un automòbil i a 185 n'hi havia dos o més.

### Piràmide de població
La piràmide de població per edats i sexe el 2009 era:
| Homes | Edats   | Dones |
| ----- | ------- | ----- |
| 0     | 95 o +  | 0     |
| 0     | 90 a 94 | 0     |
| 0     | 85 a 89 | 8     |
| 4     | 80 a 84 | 8     |
| 36    | 75 a 79 | 12    |
| 28    | 70 a 74 | 24    |
| 52    | 65 a 69 | 52    |
| 36    | 60 a 64 | 44    |
| 28    | 55 a 59 | 28    |
| 40    | 50 a 54 | 20    |
| 16    | 45 a 49 | 48    |
| 36    | 40 a 44 | 16    |
| 32    | 35 a 39 | 20    |
| 24    | 30 a 34 | 44    |
| 48    | 25 a 29 | 40    |
| 36    | 20 a 24 | 20    |
| 20    | 15 a 19 | 36    |
| 16    | 10 a 14 | 40    |
| 36    | 5 a 9   | 16    |
| 20    | 0 a 4   | 12    |

## Economia
El 2007 la població en edat de treballar era de 623 persones, 491 eren actives i 132 eren inactives. De les 491 persones actives 469 estaven ocupades (263 homes i 206 dones) i 22 estaven aturades (7 homes i 15 dones). De les 132 persones inactives 55 estaven jubilades, 51 estaven estudiant i 26 estaven classificades com a «altres inactius».

### Ingressos
El 2009 a Larchamp hi havia 441 unitats fiscals que integraven 1.062 persones, la mediana anual d'ingressos fiscals per persona era de 14.937 €.

### Activitats econòmiques
Dels 25 establiments que hi havia el 2007, 1 era d'una empresa alimentària, 2 d'empreses de fabricació d'altres productes industrials, 6 d'empreses de construcció, 6 d'empreses de comerç i reparació d'automòbils, 3 d'empreses de transport, 3 d'empreses d'hostatgeria i restauració, 2 d'empreses de serveis, 1 d'una entitat de l'administració pública i 1 d'una empresa classificada com a «altres activitats de serveis».
Dels 10 establiments de servei als particulars que hi havia el 2009, 1 era una oficina bancària, 1 taller de reparació d'automòbils i de material agrícola, 1 paleta, 2 fusteries, 1 lampisteria, 1 electricista, 1 perruqueria i 2 restaurants.
Dels 2 establiments comercials que hi havia el 2009, 1 era una botiga de menys de 120 m² i 1 una fleca.
L'any 2000 a Larchamp hi havia 145 explotacions agrícoles que ocupaven un total de 3.150 hectàrees.

## Equipaments sanitaris i escolars
El 2009 hi havia 2 escoles elementals.

## Poblacions més properes
El següent diagrama mostra les poblacions més properes.